# Двувластен имот
Двувластните имоти са земеделски имоти по границата между България и Сърбия (по-късно Югославия), чиито собственици остават от другата ѝ страна.
При прекарването на границата между двете държави по Берлинския договор от 1878 година, а след това и по Ньойския договор от 1919 година, тя се основава главно на физикогеографски принципи и на много места пресича селищни землища, а понякога разделя и самите селища. В резултат на това възникват голям брой имоти от двете страни на границата, чиито собственици живеят в другата държава.
Съществуването на двувластните имоти поражда сериозни практически проблеми, тъй като често собствениците са зависими от тях за изхранването на семействата си. Въпросът е уреден с поредица двустранни споразумения, последното от които е Спогодбата за използване на двувластните имоти от границата между Народна република България и Федеративна народна република Югославия от 27 август 1947 година. Тези споразумения дават възможност на собствениците да пресичат границата, за да обработват земите си, което дава възможност за широко разпространение на контрабандата.
С изострянето на политическите отношения между Югославия и Съветския блок през 1949 година, през лятото на 1950 година България едностранно денонсира Спогодбата за двувластните имоти. За да предотврати излизането от страната на бежанци и навлизането на горянски групи през границата, тоталитарният режим в страната взима специални мерки за ефективно затваряне на границата, включително създаване на 600-метрова „мъртва зона“ по граничната линия, изграждане на укрепления и огради, поставяне на голям брой противопехотни мини, ограничен е достъпът до гранична зона от около 20 километра от границата. Като компенсация за изгубените двувластни имоти, техните собственици от българската страна на границата получават еднократни помощи от храни и фуражи.